# The Painter (film)
The Painter  è un film del 2024 diretto da Kimani Ray Smith.

## Trama
Un agente della CIA in pensione trascorre il tempo dedicandosi alla pittura, ma il ritorno di una figura del suo passato lo costringe a tornare in azione.

## Produzione
Le riprese principali si sono svolte a Vancouver tra il 28 novembre e il 20 dicembre 2022.

## Promozione
Il trailer del film è stato pubblicato il 7 dicembre 2023 dalla Paramount Pictures.

## Distribuzione
Il film è stato distribuito in anteprima mondiale il 5 gennaio 2024 nelle sale cinematografiche statunitensi.

### Divieti
Negli Stati Uniti d'America la MPAA ha classificato il film come vietato ai minori di 17 anni non accompagnati da un adulto (R) per scene contenenti violenza, linguaggio e sessualità.

## Accoglienza

### Critica
Sull'aggregatore di recensioni Rotten Tomatoes il film riceve lo 0% delle recensioni, mentre su Metacritic non ha ricevuto sufficienti recensioni.